# Tassadit Yacine
Tassadit Yacine-Titouh (Boudjellil, 14 de novembro de 1949) é uma antropóloga argelina especializada em cultura berberes.

## Primeiros anos
Yacine nasceu em 14 de novembro de 1949, na comuna de Boudjellil, província de Bugia, na Argélia. Sua mãe era dona de casa e seu pai um imigrante que foi torturado e executado em 1956. Ela completou seus estudos primários, secundários e superiores na Argélia, onde também trabalhou antes de partir para a França em 1987.

## Carreira
Yacine é diretora de estudos da l'Ecole des Hautes Etudes en Sciences Sociales (EHESS) e também é membro do departamento de antropologia social do Collège de France. Ela dirige Awal ("A palavra") - um jornal fundado em 1985 em Paris com o antropólogo argelino Mouloud Mammeri e o sociólogo Pierre Bourdieu para explorar a vida berbere.
A tese de doutorado de Yacine foi intitulada Productions culturelles et agents de production en kabylie: anthropologie de la culture dans les groupes kabyles 16e-20e siècle, pela qual ela obteve um doutorado em 1992 pela Universidade de Paris-Sorbonne. Seu primeiro diploma foi em espanhol na Universidade de Argel; ela se formou em 1980.

## Pesquisas acadêmicas
Yacine tem realizado várias pesquisas sobre antropologia da cultura berberes. Sua abordagem à antropologia social combina avaliação científica com literatura oral. Ela é especialista na obra do sociólogo francês Pierre Bourdieu, colocando suas experiências na Argélia como uma influência central em sua filosofia. Ela editou os diários de Jean Amrouche, possibilitando maior compreensão de sua influência na literatura. Ela liderou o colóquio após a morte de Rabah Belamri, que reexaminou, além de homenagear, seu papel na cultura literária do Magrebe. Ela editou uma coleção de escritos de Bourdieu, onde Yacine colocou seu trabalho em seus contextos políticos argelinos.
Ela é especialista na vida dos povos berberes e tem publicado e falado amplamente sobre o assunto, especialmente como a cultura e a língua árabe erodiram as identidades amazigh ao longo do século XX. Yacine estudou a língua cabila e as culturas literárias berberes sozinha. Ela também é uma autoridade para observar como o gênero se cruza com a erosão das identidades culturais na cultura Amazigh, usando uma estrutura freudiana para análise cultural. Esta obra foi construída em uma tese posterior de Terhi Lehtinen. Dois de seus trabalhos acadêmicos mais significativos são: Chacal ou la ruse des dominés (2001) e Si tu m'aimes, guéris-moi (2006). Neste último livro, Yacine coloca a cultura berbere em seu contexto mediterrâneo mais amplo, além de transcender a distinção tradicional entre culturas orais e escritas.

### Monografias publicadas

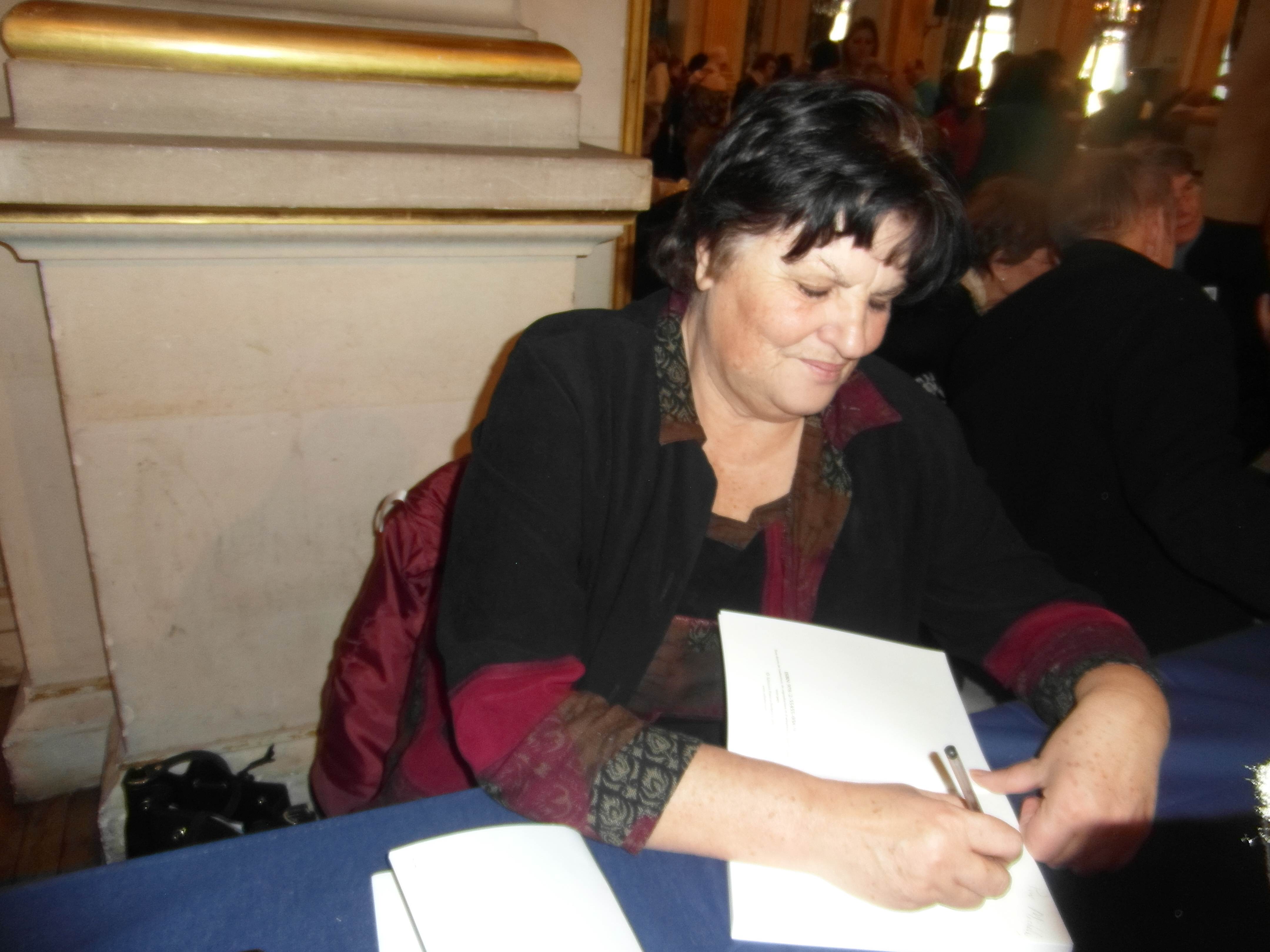
Tassadit Yacine na 21.ª edição do Maghreb des Livres, Paris, dias 7 e 8 de fevereiro de 2015

- 1987 - L'izli ou l'amour chanté en kabyle, Préface de Pierre Bourdieu, Paris, MSH (em francês) - (ISBN 273510253X).[19]
- 1989 - Aït Menguellet chante. . . Chansons berberes contemporaines , Paris, La Découverte (em francês) - (ISBN 2707118877) . Prefácio de Kateb Yacine.[20]
- 1992 - Les Kabyles. Elementos para a compreensão da identidade berbere em Algérie, Paris, GDM  (em francês) - (ISBN 2-906589-13-6).[21]
- 1992 - Amour, phantasmes et sociétés en Afrique du Nord et au Sahara, Paris, L'Harmattan (em francês) - (ISBN 2738417620).[22]
- 1993 - Les voleurs de feu, Paris, La Découverte (em francês) - (ISBN 2707122890).[23]
- 1995 - Chérif Kheddam ou l'amour de l'art, Paris, La Découverte (em francês) - (ISBN 2707124192).[24]
- 1995 – Piège ou le combat d'une femme algérienne: Essai d'anthropologie de la souffrance, Paris, Awal/Publisud (em francês) - (ISBN 2866007581).[25]
- 1996 – Nuara. Quaderno poetico di una donna cabila (ed. italienne par les soins de Domenico Canciani), Edizioni Lavoro (em francês) - (ISBN 978-8879107181).[26]
- 2001 - Chacal ou la ruse des dominés, Paris, La Découverte (em francês) - (ISBN 2707133957).[27]
- 2003 - Jean Amrouche, l'éternel exilé . Antologia di testi (1939 - 1950), Parigi, Éditions Awal-IBIS Press (em francês) - (ISBN 2910728250).[28]
- 2006 - Si tu m'aimes, guéris moi: études d'ethnologie des effects en Kabylie, Paris, Maison des sciences de l'homme (em francês) - (ISBN 2735110869).[29]
- 2008 - Pierre Bourdieu, Esquisses algériennes, textes édités et présentés par Tassadit Yacine, Paris, Seuil  (em francês) - (ISBN 978-2020982863).[30]
- 2009 - Jean El Mouhoub Amrouche, Journal (1928-1962), texto editado por Tassadit Yacine Titouh, Paris, Non Lieu (em francês) - (ISBN 978-2352700562).[31]
- 2011 - Le retour de Jugurtha. Amrouche dans la lutte : du racismoe de la colonization, Tizi Ouzou, Passerelles Éditions (em francês) - (ISBN 9789931905103).[32]